# Kaltensundheim
Kaltensundheim è una frazione della città tedesca di Kaltennordheim.

## Storia
Il 1º gennaio 2019 il comune di Kaltensundheim venne soppresso e aggregato alla città di Kaltennordheim.